# روبرتا سبير
روبرتا سبير (بالإنجليزية: Roberta Spear)‏ (1948، هانفورد في الولايات المتحدة - 2003)؛ كاتِبة وشاعرة أمريكية.